# 李長祿
李长禄（？—？）湖南邵阳人，清末官员。

## 生平
李长禄为李臣典的嗣子。光绪十年（1884年）袭一等子爵。后为广西候补知府。宣统年间，出任资政院钦选议员。